# Kuki Ryūichi
Kuki Ryūichi est un nom japonais traditionnel ; le nom de famille (ou le nom d'école), Kuki, précède donc le prénom (ou le nom d'artiste).
Le baron Kuki Ryūichi (九鬼 隆一) (12 septembre 1850 - 18 août 1931) est un homme politique et diplomate japonais de l'ère Meiji, ancien directeur du musée impérial de Tokyo.

## Biographie

### Enfance
Kuki Ryūichi naît le 12 septembre 1850, second fils de la famille de samouraïs Hoshizaki au service du domaine de Sanda dans la province de Settsu dont le centre administratif était la ville d'Osaka. Lorsque sa mère meurt en 1860, il devient le fils adoptif du seigneur féodal Kuki Takayoshi,. En 1869, il part pour Tokyo et s'inscrit à l'école privée Keio Gijuku pour suivre l'enseignement de son fondateur : le penseur Fukuzawa Yukichi,,.

### Voyages en Europe
En 1872, Kuki Ryūichi intègre le ministère de l'Éducation en devenant fonctionnaire de l'inspection académique et employé à l'université Nankō, ancêtre de l'université impériale de Tokyo. L'année suivante, le ministère, qui envisage de réduire le nombre de bourses attribuées à des jeunes gens partant étudier à l'étranger et de favoriser la venue au Japon d'enseignants étrangers, l'envoie en Europe pour enquêter sur la situation des Japonais en voyage d'études à l'étranger. Kuki y rencontre, entre autres personnalités, le futur homme d'État Inoue Kowashi, l'intellectuel Tokusuke Nakae et le collectionneur français d'œuvres d'art Émile Guimet,. En 1874, une fois sa mission accomplie, il rentre au Japon et obtient une place de fonctionnaire au sein du ministère. Trois ans plus tard, il est promu premier secrétaire au ministère et au daijō-kan, le département d'État, un organe de tutelle des ministères des affaires civiles, des Affaires étrangères, des finances, de l'industrie, de la Justice et des Travaux publics. En octobre de la même année, il se rend à Paris, en France, pour préparer l'Exposition universelle prévue pour l'année suivante. Là-bas, il développe un intérêt pour l'art occidental et sa promotion, et fait la connaissance de Matsukata Masayoshi, futur Premier ministre du Japon,. De retour dans son pays natal en 1879, sa rencontre avec l'orientaliste américain Ernest Fenollosa et l'érudit japonais Okakura Kakuzō, deux experts en art dont il soutient les travaux de recherche, lui permettent d'approfondir ses connaissances dans ce domaine.

### Haut fonctionnaire du ministère de l'Éducation
En 1880, Kuki Ryūichi est nommé sous-secrétaire d'État auprès du ministre de l'Instruction publique Kōno Togama.
Lors de la crise politique de 1881, Itō Hirobumi, ministre des Affaires intérieures et partisan d'un autoritarisme d'État sur le modèle du royaume de Prusse, obtient la démission d'Ōkuma Shigenobu, ministre du Trésor qui plaide pour l'instauration d'un régime parlementaire basé sur le modèle britannique. Des proches du promoteur de l'occidentalisation de la société japonaise : l'intellectuel Fukuzawa Yukichi, dont Inukai Tsuyoshi et Yukio Ozaki, sont aussi contraints de quitter le service de l'État. Kuki, homme d'État traditionaliste, opposé aux thèses libérales de Fukuzawa, est maintenu en poste. Il quitte cependant le ministère en 1885, lorsque le vicomte Mori Arinori, une personnalité de l'élite politique du Japon favorable à l'ouverture du pays aux influences occidentales, est promu ministre de l'Éducation nationale dans le gouvernement d'Itō nouvellement établi.

### Protecteur des arts
En mai 1885, Kuki s'installe à Washington, aux États-Unis. À l'ambassade du Japon, il occupe un poste d'envoyé extraordinaire et de ministre plénipotentiaire. Durant son séjour sur le sol américain, il ne manque pas de faire la promotion des arts de son pays et, sur les conseils de ses amis Ernest Fenollosa et Okakura Kakuzō, il plaide la cause des arts japonais auprès du ministère de la Maison impériale (宮内省, Kunaishō) et du ministère de l'Éducation japonais, notamment en proposant la mise en place de mesures de protection du patrimoine culturel du Pays du Soleil levant,. En 1886, le Kunaishō, qui, conjointement avec le ministère de l'Intérieur chargé des affaires religieuses, a la charge de la protection des antiquités et des arts anciens des temples et sanctuaires du Japon, devient responsable de la gestion du musée national de Tokyo, fondé en 1872, et dirige la construction des musées impériaux de Kyoto et Nara, deux anciennes capitales impériales,. En février 1888, quelques jours après la naissance de son quatrième fils Shūzō, Kuki retourne au Japon. Le 27 septembre, il prend la direction du bureau d’enquête provisoire sur les trésors du pays, et, l'année suivante, celle du musée impérial de Tokyo, un poste qu'il occupe jusqu'en 1900,,. Début 1889, lorsque la Diète impériale est inaugurée sous le régime de la constitution Meiji, il est nommé à la Chambre des pairs du Japon. Deux ans plus tard, il participe à l'élaboration du projet de création du pavillon Japonais prévu pour l'Exposition universelle de 1893. L'année de la manifestation culturelle internationale, tenue à Chicago dans l'Illinois, le hall d'exposition du Japon est une copie du Hōōdō (鳳凰堂, litt. « salle du Phénix ») du Byōdō-in d'Uji (préfecture de Kyoto) et l'art pictural développé selon les conventions, les techniques et les matériaux de la peinture japonaise traditionnelle : le nihonga, est mis en valeur.
En 1896, en récompense de ses accomplissements au service du pays, Kuki Ryūichi est fait membre de la noblesse nippone, avec le titre de baron, et entre au Conseil privé,. La même année, répondant favorablement à la demande du ministère de l'Intérieur, il rejoint le comité pour la protection des édifices religieux anciens à la tête duquel est placé l'architecte Itō Chūta. Il contribue aussi à la rédaction de la loi portant sur la protection des sanctuaires et temples anciens,,. Le texte législatif, qui inclut une définition juridique de l'expression « trésor national » (国宝, kokuhō), est promulgué le 10 juin 1897.

### Divorce et décès

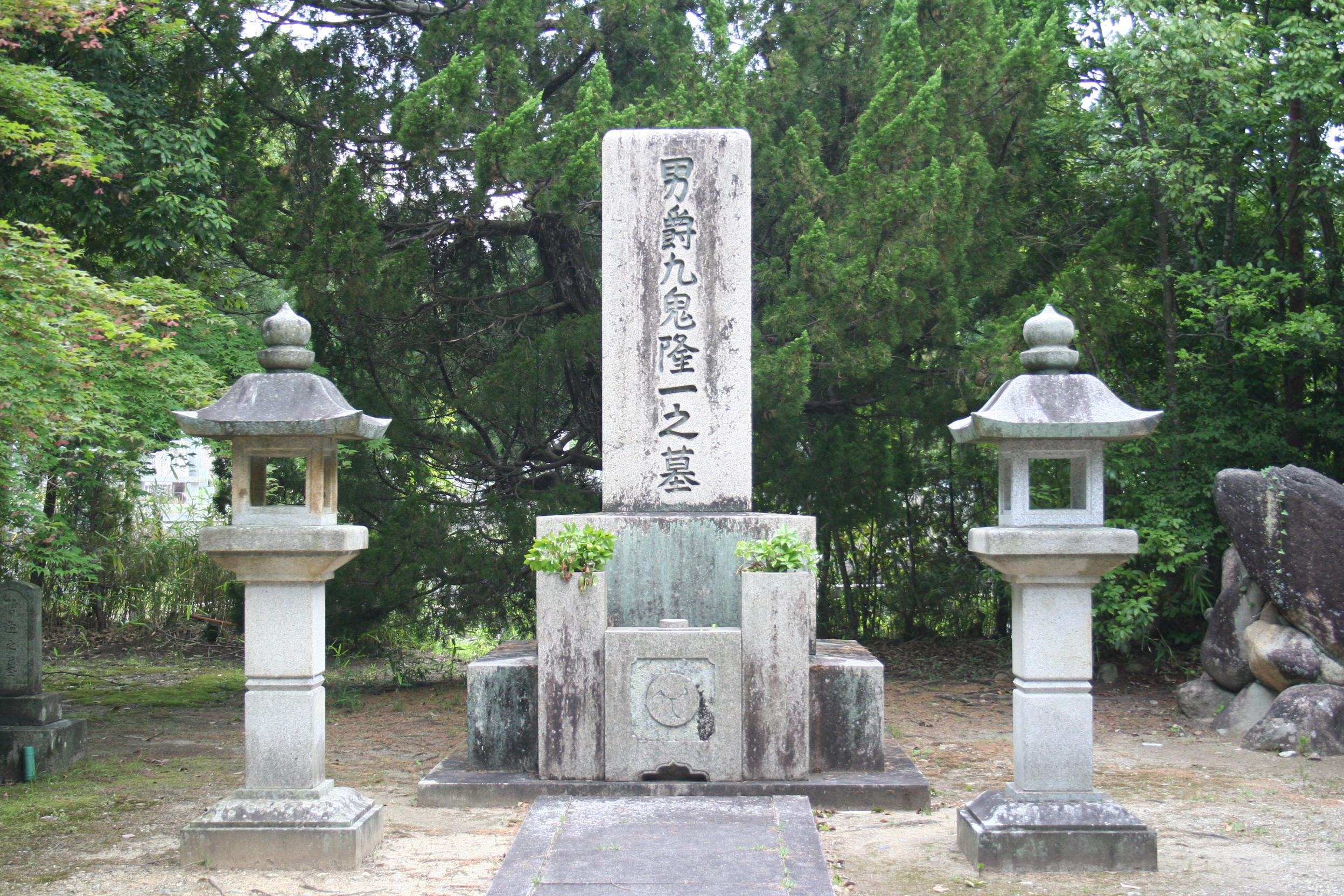
Tombe de Kuki Ryūichi à Sanda.

En 1898, une liaison adultère entre l'épouse de Kuki, une ancienne geisha de Gion — un quartier de Kyoto, près du Yasaka-jinja —, et Okakura Kakuzō est rendue publique. Ce dernier démissionne de l'École des beaux-arts de Tokyo et du musée impérial de Tokyo. Le couple Kuki divorce deux ans plus tard,.
Au tout début du XXe siècle, il met son expérience et son carnet d'adresses au service de la promotion des arts. En 1914, en particulier, il fonde un musée à Sanda, sa ville de naissance, afin d'entreposer et présenter au public les œuvres qu'il a accumulées dans sa collection personnelle,.
En 1920, il est nommé officier du protocole au bureau des décorations sous la tutelle du gouvernement de Meiji,.
Kuki meurt le 18 août 1931 à Kamakura, dans la préfecture de Kanagawa,. Sa dépouille est transférée à Sanda, dans le temple bouddhique Seiryōzanshingetsu où se trouve le bodaiji de la famille Kuki.

## Distinctions

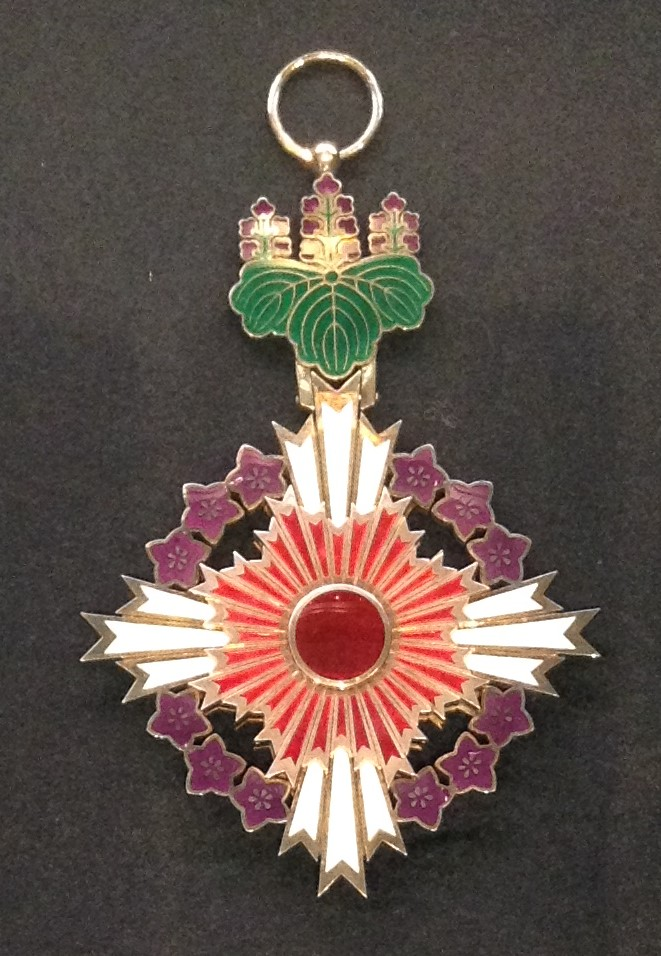
Médaille première classe avec fleurs de paulownia.

En 1879, le gouvernement français décerne à Kuki Ryūichi la croix de chevalier de la Légion d’honneur. en 1895, il est décoré de l'Ordre du Trésor sacré. En 1931, à titre posthume, le gouvernement japonais honore sa mémoire en le promouvant première classe avec fleurs de Paulownia de l'ordre du Soleil levant.